# بلاوة خشكه (مقاطعة تشرداول)
بلاوة خشكه (بالفارسية: بلاوه خشکه) هي مستوطنة تقع في قسم بيجنوند الريفي (مقاطعة تشرداول) في إيران. يقدر عدد سكانها بـ 237 نسمة بحسب إحصاء 2016.